# شاپرک‌های بادبزنی آلوسیتا
شاپرک‌های بادبزنی آلوسیتا یا شاپرک‌های چندپر آلوسیتا (نام علمی: Alucita) نام یک سرده از تیره شاپرک‌های بادبزنی است.